# Epsom and Ewell
Epsom and Ewell – dystrykt w hrabstwie Surrey w Anglii. Nazwa pochodzi od miasta Epsom i dużej wsi Ewell.
Do innych miejscowości dystryktu należą Cuddington, Horton, Langley Vale i Stoneleigh.